# Kanjon Une
Kanjon Une este o arie protejată (sit de importanță comunitară — SCI) din Croația întinsă pe o suprafață de 830,1 ha, integral pe uscat.

## Localizare
Centrul sitului Kanjon Une este situat la coordonatele 44°25′41″N 16°08′10″E / 44.428°N 16.136°E.

## Înființare
Situl Kanjon Une a fost declarat sit de importanță comunitară în iulie 2013 pentru a proteja 2 specii de animale.

## Biodiversitate
Situată în ecoregiunea alpină, aria protejată conține 2 habitate naturale: Pante stâncoase calcaroase cu vegetație casmofită, Cascade cu formare de travertin ale râurilor carstice din Alpii Dinarici.
La baza desemnării sitului se află mai multe specii protejate:
- nevertebrate (1): fluturele purpuriu (Lycaena dispar)
- pești (1): zglăvoacă (Cottus gobio)